# Conescharellina eburnea
Conescharellina eburnea is een mosdiertjessoort uit de familie van de Conescharellinidae. De wetenschappelijke naam van de soort is, als Bipora eburnea, voor het eerst geldig gepubliceerd in 1909 door Maplestone.